# Ana Nova
Pour les articles homonymes, voir Nova (homonymie) et Young.
Ana Nova, née à Magdebourg en Allemagne de l'Est (alors appelé RDA), est une actrice pornographique allemande.

## Biographie
Née le 5 juin 1975, Ana Nova a deux jeunes frères qui vivent encore aujourd'hui à Magdebourg. Ana est partie à Berlin à l'âge de 14 ans où elle aurait d'après elle acquis beaucoup d'expérience. Elle a tout d'abord travaillé comme assistante dentaire, puis stripteaseuse et mannequin.
En 2000, elle signe un contrat avec les studios Goldlight Productions sous le pseudonyme Tara Young et fait son entrée dans l'industrie du porno. Son premier film s'intitule "Blondes Gift" (95 minutes). Elle tourne à Londres, Paris, Barcelone et a l'occasion de parcourir l'Europe. Ana remporte le Venus Award de la meilleure nouvelle actrice en 2001.
Après deux ans et 20 films à son actif chez Goldlight, elle résilie son contrat. Réalisant les possibilités de carrière que la Californie pouvait lui offrir, Ana se rend aux États-Unis et change de nom pour finalement devenir Ana Nova. Son premier film en Amérique est "Wild on Sex" de Platinum X Pictures (132 minutes). Dans la scène en question, elle collabore avec l'Autrichienne Renee Pornero et son compatriote Chris Charming.
De 2001 à 2010, Ana Nova joue dans près de 280 films pornographiques. Elle a un tatouage à l'avant-bras gauche. Blonde aux yeux bleus, mesurant 1,68 m pour 58 kg.

## Distinctions
- 2001 : Lauréate des Venus Awards - Best New Female Starlet (Allemagne)[2]
- 2004 : Nommée aux AVN Award - Female Foreign Performer of the Year
- 2004 : Nommée aux AVN Award - Best Three-Way Sex Scene (Video) avec Julie Night et Mr. Pete

## Filmographie sélective
- 2001 : Frau Dr. M. Ose 1
- 2002 : Nacho: Latin Psycho 2
- 2003 : Big Wet Asses 1
- 2004 : Pussyman's Decadent Divas 23
- 2005 : Absolute Ass 4
- 2006 : Pussy Party 19
- 2007 : Anytime Girls
- 2008 : Lesbians Love Sex 1
- 2009 : MILF Madness 2
- 2010 : Monster Cock POV 4
- 2011 : Fuck My Mom Hard Mandingo
- 2012 : Best of Assed Out
- 2013 : Mother's Touch
- 2014 : Mounting Mommy
- 2015 : Big Tit Anal MILFs
- 2016 : MILF Mayhem (II)
- 2017 : She Loves Cum